# Foolish Behaviour
Foolish Behaviour – dziesiąty studyjny album angielskiego piosenkarza rockowego Roda Stewarta. Wydawnictwo opublikowane zostało w 1980 roku przez Warner Bros..

## Lista utworów
| 1.  | „Better off Dead” (Stewart, Chen, Savigar, Carmine Appice)                                             | 3:07  |
|     | |       |
| 2.  | „Passion” (Rod Stewart, Phil Chen, Kevin Savigar, Jim Cregan, Gary Grainger)                           | 5:32  |
|     | |       |
| 3.  | „Foolish Behaviour” (Rod Stewart, Phil Chen, Kevin Savigar, Jim Cregan, Gary Grainger)                 | 4:24  |
|     | |       |
| 4.  | „So Soon We Change” (Rod Stewart, Phil Chen, Kevin Savigar, Jim Cregan, Gary Grainger)                 | 3:44  |
|     | |       |
| 5.  | „Oh God, I Wish I Was Home Tonight” (Rod Stewart, Phil Chen, Kevin Savigar, Jim Cregan, Gary Grainger) | 5:02  |
|     | |       |
| 6.  | „Gi’ Me Wings” (Rod Stewart, Phil Chen, Kevin Savigar, Jim Cregan, Gary Grainger)                      | 3:47  |
|     | |       |
| 7.  | „My Girl” (Stewart, Chen, Savigar, Cregan, Grainger, Appice)                                           | 4:27  |
|     | |       |
| 8.  | „She Won’t Dance with Me” (Stewart, Ben)                                                               | 2:30  |
|     | |       |
| 9.  | „Somebody Special” (Stewart, Chen, Savigar, Cregan, Harley)                                            | 4:29  |
|     | |       |
| 10. | „Say It Ain’t True” (Rod Stewart, Phil Chen, Kevin Savigar, Jim Cregan, Gary Grainger)                 | 4:02  |
|     | |       |
| 11. | „I Just Wanna Make Love to You”* (na żywo) (Willie Dixon)                                              |       |
|     | |       |
|     | | 41:04 |
|     | |       |
* utwór nr 11 pojawił się wyłącznie na niemieckiej kasecie audio.

## Dedykacja
W dodatkowej informacji znajdującej się w środku pudełka z płytą można znaleźć dedykację napisaną przez Roda Stewarta

This album is dedicated to the following personages:
All those who engage in a little foolish behaviour of a Friday night, All those who enjoy a
good laugh and a drink, Those who don’t take life seriously, Scottish Football
Supporters wherever they are, Tom Dowd, My band & last but not least, my Offsprings!
GOD BLESS THEM AND THEIR BICYCLE CLIPS